# 불가리아어

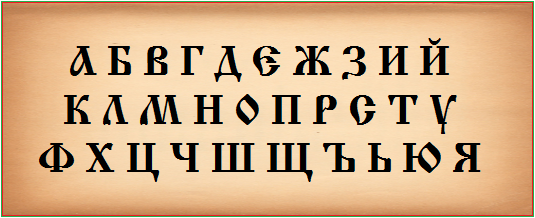

불가리아어(български [ˈbɤɫɡɐrski])는 불가리아의 공용어이며, 남슬라브어군에 속하는 언어이다. 이 언어는 러시아어, 프랑스어의 영향을 많이 받았으며, 세르비아어와 같은 남슬라브계 언어이기도 하다.

## 역사
현대 불가리아어는 1세기 중반 발칸반도 동부에 정착한 슬라브인들의 방언을 직접적으로 계승한다. 이는 처음에 고대 교회 슬라브어(OCS)를 통해 문헌으로 기록되었다.
불가리아어의 역사는 4개의 시기로 나뉜다. 첫째는 원시 슬라브어로 취급되는 Prehistoric Period로, 발칸반도 동부에 슬라브인이 진출한 시기부터 키릴과 메포지(Saints Cyril and Methodius)가 9세기 모라바로 선교를 떠날 때까지를 가리킨다. 둘째는 Old Burgarian 시기로, 9세기부터 11세기까지 OCS 문헌으로서 나타나는 시기이다. 셋째는 Middle Bulgrian 시기이며, 11세기 말부터 15세기 초까지 문예 활동의 부흥과 중요한 구조적 변화가 이루어졌다. 넷째는 Modern Bulgarian 시기로, Middle Bulgarian 시기로부터 현대에 이르기까지, 오스만 점령기(15세기 초반에서 1878년)를 포함하고 있다.
현대 불가리아어의 가장 중요한 변화들은 Modern Period의 초중반에 걸쳐 시작된 것으로 보인다. 비표준어적인 요소의 도입은 Middle Bulgarian 시기 보수적인 문어적 관습을 인위적으로 규범화시킨 정서법 개혁으로 인해 지연되었다.
Modern Bulgarian의 첫 두 세기는 오스만의 정복에 따른 문예 활동의 축소로 인해 남아 있는 문헌이 많지 않다. 약 1600년경에는 Modern Bulgarian을 이전의 시기들과 확연히 구분짓게 한 불가리아의 르네상스가 시작되었다.
불가리아의 문학어는 19세기 중반에 모습을 갖추기 시작했다. 이에 앞서 19세기엔 정서법에 대해 세 개의 주장들이 서로 대립했다. 첫째는 보수주의로, 러시아나 세르비아에 보존된 불가리아 정교회의 교회 슬라브어 판본을 전형으로 삼아야 한다는 입장이었다. 둘째는 진보주의로, 문학어는 동시대 불가리아의 영향력 있는 특정 지역 사용되는 말을 근본으로 삼아야 한다는 것이었다. 셋째는 중립적인 입장이었는데, 이들은 교회 슬라브어까지 포함해 모든 지역의 방언이 공유하는 특징을 방언의 변화에 구애받지 않고 사용해야 한다고 주장했다.
19세기 중반에는 불가리아의 북동 지역이 문화적, 경제적 및 정치적으로 부상했고, 이로 인해 북동부 불가리아에서 가장 중요한 도시 중 하나이자 불가리아의 첫 근대적 도시인 타르노보의 방언이 불가리아 문학어의 모델로 떠올랐다. 1899년 불가리아 교육부에 의해 제정된 최초의 불가리아어 정서법은 1945년 한 차례 개정된 이후로 현재까지 내려오고 있다.
현대 불가리아 문학어는 동북부 타르노보 방언의 영향을 받긴 했지만, 동부 방언과 함께 불가리아어의 주요 방언을 이루는 서부 방언의 특징 역시 갖고 있다. 이는 1879년 불가리아의 수도가 타르노보에서 서부의 중심지인 소피아로 바뀐 후 이 지역 방언의 영향을 받게 되어, 결과적으로 어떤 지역 방언도 대표하지 않고 인위적으로 통합된 체계로 발전했기 때문이다.
따라서 '정확한' 불가리아어는 주로 공식적인 상황 맥락 아래서 발화되며, 그렇지 않은 상황에서는 지역 방언을 통해 대화가 이루어진다. 불가리아인들의 대화는 이처럼 그들의 지역적 배경에 따른 구어적 요소와 문어적 표준에 따라 교육받은 요소들 사이의 연속체로서 구성되어 있다. 한편 제2차 세계 대전 이후로는 소피아 근교의 인구와 문화적 부상으로 인해 서부 불가리아의 언어적 요소가 한층 더 주목받고 있다.

## 사용 국가
- 불가리아 (국어이자, 공용어이다.)
- 루마니아 (일부 사용자가 있다.)
- 세르비아 (일부 사용자가 있다.)
- 그리스 (일부 사용자가 있다.)
- 북마케도니아 (일부 사용자가 있다.)
- 미국 (불가리아계 이민자가 일부 사용.)
- 캐나다 (불가리아계 이민자가 일부 사용.)
- 튀르키예 (일부 사용자가 있다.)

### 기타 사용 지역
2007년 1월 1일 유럽 연합의 공용어로 추가되었다.

## 불가리아어 알파벳
| 키릴 문자 IPA 로마자 표기법 | А а /a/ A a | Б б /b/ B b | В в /v/ V v | Г г /ɡ/ G g | Д д /d/ D d | Е е /ɛ/ E e    | Ж ж /ʒ/ Ž ž | З з /z/ Z z | И и /i/ I i    | Й й /j/ J j    |
| 키릴 문자 IPA 로마자 표기법 | К к /k/ K k | Л л /l/ L l | М м /m/ M m | Н н /n/ N n | О о /ɔ/ O o | П п /p/ P p    | Р р /r/ R r | С с /s/ S s | Т т /t/ T t    | У у /u/ U u    |
| 키릴 문자 IPA 로마자 표기법 | Ф ф /f/ F f | Х х /x/ H h | Ц ц /ʦ/ C c | Ч ч /ʧ/ Č č | Ш ш /ʃ/ Š š | Щ щ /ʃt/ ŠT št | Ъ ъ /ɤ/ Â â | Ь ь /j/ Y y | Ю ю /ju/ JU ju | Я я /ja/ JA ja |

### 현재에는 없는 철자
아래 두 철자는 1945년 문자 개혁 이전에 쓰던 철자로서, 'Ѫ'는 'Ъ'로, 'Ѣ'는 'Е'로 바뀌었다. 이 중 'Ѣ'는 제정 러시아 시대에 쓰던 러시아어에서 쓰던 철자이기도 하며, 역시 1918년 문자 개혁으로 없어졌다.
| 키릴 문자 IPA 로마자표기법 | Ѫ ѫ /ə/ JUS jus | Ѣ ѣ /e/ JAT jat |

## 불가리아어 배우기
- Здравей? (zdravéi) 즈드라베이 →안녕하십니까?
- Здрасти? (zdrásti) 즈드라스띠 →안녕?
- Добро утро (dobró útro) 도브로 우뜨로 →아침 인사
- Добър ден (dóbər dén) 도버르 덴 →낮 인사
- Добър вечер (dóbər véčer) 도버르 베체르 →저녁 인사
- Лека нощ. (léka nóšt) 레까 노쉿트 →안녕히 주무세요
- Довиждане. (dovíždane) 도비쥬다네 →안녕히 가세요
- Кой си ти? (kój si ti) 꼬이 씨 띠 [회화체, 남성] →누구세요?
- Коя си ти? (kоjá si ti) 꼬야 씨 띠 [회화체, 여성] →누구세요?

중성에 해당하는 표현은 Кое си ти? (koé si ti) 꼬에 시 띠이며 일부 경우를 제외하고는 매우 드물게 쓰인다.
- Кой сте Вие? (kój ste víe) 꼬이 스떼 비에 [격식을 차린 표현, 남성] →누구세요? (격식을 차린 표현으로 복수 동사에 사용하지만 단수에도 사용하며 화자들은 이 두 문법의 형태를 인정한다. 게다가 격식을 차린 1인칭 단수의 "당신"을 뜻하는 "Вие"는 항상 복수형 "당신"들과 구분하기 위해 В를 항상 대문자로 쓴다.)
- Как се казваш? (kak se kazvaš) 깍 세 까즈바쉬) →이름이 뭐예요?
- Коя сте Вие? (kоjá ste víe) 꼬야 스떼 비에 [격식을 차린 표현, 여성] →누구십니까?
- Кои сте вие? (kоí ste víe) 꼬이 스떼 비에 [복수형] →당신들은 누구십니까?
- Как си? (kák si) 깍 씨 [회화체] →어떻게 지내니?
- Как сте? {kák sté} 깍 스떼) [격식을 차린 표현, 복수형] →어떻게 지내세요?
- Да (dá) 다) →네
- Не (né) 네) →아니요
- Може би (móžé bí) 모줴 비 →어쩌면
- Какво правиш? (kakvó práviš) 까끄보 쁘라비쉬 [회화체] →뭐 하니?
- Какво правите? (kakvó právite) 까끄보 쁘라비떼 [격식을 차린 표현, 복수형] →뭐 하세요?
- Добре съм (dobré səm) 도브레 섬 →잘 지냅니다.
- Всичко [най-]хубаво (vsíčko [naj-]húbavo) 브시츠코 [나이-]후바보) →모든 것이 (가장) 잘 되기를.
- Поздрави (pózdravi) 뽀즈드라비) →안부 전해주세요.
- Благодаря (blagodarjə́) 블라고다랴) →고맙습니다/고마워
- Моля (mólja) 몰랴) →제발요
- Моля (mólja) 몰랴) →괜찮습니다/괜찮아
- Извинете! (izvinéte) 이즈비네떼 [격식을 차린 표현] →죄송합니다.
- Извинявай! (izvinjávaj) 이즈비냐바이 [회화체] →미안합니다
- Обичам те! (obíčam te) 오비챰 떼 →사랑해
- Колко е часът? (kólko e časə́t) 꼴꼬 에 차썻 →몇 시입니까?
- Говорите ли…? (govórite li…) 고보리떼 리 →...를 할 수 있습니까?
  - …английски (anglíjski) 앙글리스끼 →영어
  - …български (bə́lgarski) 벌가르스끼 →불가리아어
  - …немски (némski) 넴스끼 →독일어
  - …руски (ruski) 루스끼 →러시아어
  - …холандски (holándski) 홀란드스끼 →네덜란드어
  - …гръцки (grə́cki) 그러쯔키 →그리스어
  - …македонски (makedónski) 마께돈스끼 →마케도니아어
  - …италиански (italiánski) 이딸리안스끼 →이탈리아어
  - …испански (ispánski) 이스판스끼 →에스파냐어
  - …френски (frénski) 프렌스끼 →프랑스어
  - …японски (iapónski) 야폰스끼 →일본어
  - …китайски (kitájski) 끼따이스끼 →중국어
  - …корейски (koréjski) 꼬레이스끼 →한국어

- Ще се видим скоро (šté sé vídim skóro) 쉬떼 세 비딤 스꾜로 →나중에 봐요
- Ще се видим утре (šté sé vídim útre) 쉬떼 세 비딤 우뜨레 →내일 봐요

다음은 다른 언어에서 온 표현이다. 하지만 격식을 차린 표현에서도 자주 사용하지는 않는다.
- Мерси (mersi) 메르시 →고맙습니다.; 프랑스어: merci에서 차용.
- Чао (čao) 차오 →안녕; 이탈리아어: ciao에서 차용.
- Cупep (super) 수뻬르 →Super; 영어: super에서 차용. 양이나 성에서 존칭을 나타낸다.
- Aло (alo) 알로 →여보세요; 프랑스어: allô에서 차용

### 숫자
1. Едно 에드노
2. Две 드베
3. Три 뜨리
4. Четири 체티리
5. Пет 뻬트
6. шест 셰스트
7. Седем 세뎀
8. Осем 오셈
9. Девет 데베트
10. Десет 데세트

## 대한민국에서의 학습
대한민국에서는 한국외국어대학교 그리스-불가리아어학과에서 불가리아어를 가르치고 있다. 하지만 불가리아어가 가장 희귀한 언어라서 한국어로 된 불가리아어 교재는 부족하다.

## 같이 보기
- 마케도니아어

### 불가리아어 공부
- The Bulgarian Language Online Course — Free Samples — audio — includes Romantic Phrases
- Free online resources for learners
- (영어) 위키북의 불가리아어 배우기

### 언어학적 보고서
- (영어) 에스놀로그 : 불가리아어
- Bulgarian at Omiglot

### 사전
- Bulgarian vocabulary
- Bulgarian-English-Bulgarian Online dictionary 보관됨 2013-06-07 - 웨이백 머신 from SA Dictionary 보관됨 2013-05-15 - 웨이백 머신
- Bulgarian Dictionary: from Webster’s Dictionary
- Online English–Bulgarian machine translation 보관됨 2013-05-23 - 웨이백 머신

#### 사전 소프트웨어

##### 영어-불가리아어-영어(English-Bulgarian-English)
- SA Dictionary - 'the classics' 보관됨 2013-05-15 - 웨이백 머신
- AEnglish Dictionary XP - confortable for use, downloads ,  (Bulgarian; menus are in English)

##### 기타
- KoralSoft